# Dark Dark Dark
Dark Dark Dark est un groupe américain de folk, originaire de Minneapolis, dans le Minnesota. Formé en 2006, le groupe a fait de nombreuses tournées aux États-Unis et en Asie de l'Est et est connu pour son mélange de sensibilités americana, folk, musiques d'Europe de l'Est, pop et jazz Nouvelle-Orléans,,,,,.

## Biographie

### Productions et accueil
En 2008, Dark Dark Dark sort son premier album The Snow Magic sur Supply and Demand Music, que PopMatters appelle « un début solide ». Il est suivi par un EP de remixes Snow Magic des artistes Anticon Odd Nosdam et Dosh en octobre 2009, qui coïncide avec une ouverture de la tournée américaine pour Why? et AU. En mars 2010, ils sortent leur EP Bright Bright Bright, suivi de leur album studio Wild Go en octobre 2010, tous deux acclamés par la critique.
Pitchfork Media écrit dans son intégralité: «... peut-être que la véritable réussite de Dark Dark Dark est la façon dont ils mélangent les sons et les influences sans effort. Ils constituent une unité étroite et intuitive, surtout lorsque les instruments tourbillonnent ensemble dans un tourbillon de son d'un autre monde ». NPR note comment « Invie chante avec une voix flexible et pénétrante, éclairant à la fois la lumière et l'ombre sur le sens de ses paroles » et Paste Magazine décrit « ... l'équilibre remarquable qui a été trouvé entre beauté, familiarité et imagerie surréaliste... ». 

### Bandes-son
Le single Daydreaming de Wild Go est présenté dans l'épisode 7, la saison 8 de Grey's Anatomy, dans l'épisode 19, la saison 1 de Switched et dans l'épisode 5, la saison 1 de Good Girls. Daydreaming est également utilisé comme musique de fond dans l'épisode d'American Idol du 11 février 2011 et dans l'épisode Jesus, Etc., Part 2 de Degrassi: The Next Generation. La chanson Wild Goose Chase fait une apparition dans l'épisode 1, saison 6 de Skins au Royaume-Uni. In Your Dreams, également de Wild Go , est utilisé comme thème du drame de la BBC Thirteen.

### Performances trans artistiques
Le groupe participe également à d'autres projets artistiques. Ils assument plusieurs rôles en association avec le projet de performance-art Swimming Cities of the Switchback Sea, orchestré par l'artiste de rue Swoon. Cette pièce de performance impliquait des radeaux flottants faits de déchets sur le fleuve Hudson de Troy à Long Island City, dans le Queens. Le groupe a non seulement joué de la musique pour la pièce, mais a également aidé à construire les radeaux. En outre, le groupe est intervenu et a marqué le film Flood Tide du bassiste Todd Chandler, qui est une narration romancée basée sur le projet Switchback Sea. En mai et juin 2009, le groupe s'aventure en mer Adriatique où il se rend de Slovénie à Venise pour la Biennale de Venise. 
En 2008, le groupe participe à des installations in situ dans des musées d'art. Au Musée d'Art contemporain du Massachusetts (MASS MoCA), ils interprètent une pièce intitulée « Être ici, c'est mieux que souhaiter que nous soyons restés », après la chanson New York Song sur The Snow Magic. Aux Pays-Bas, pour l' exposition Heartland du Van Abbemuseum, ils aident à construire une installation interactive construite à partir de matériaux récupérés. Ils donnent également un concert en plein air gratuit au musée.

## Discographie

### Albums studio
- 2008 : The Snow Magic (Supply and Demand Music)[15]
- 2010 : Wild Go (Supply and Demand Music)[15]
- 2012 : Who Needs Who (Supply and Demand Music)[15]
- 2014 : Flood Tide, bande originale du film de Todd Chandler (Blackbird Media, Melodic) [15]
- 2014 : Active Child and Dark Dark Dark (Daytrotter)[15]
- 2023 : Something Was There

### EP
- 2008 : Love You, Bye  (What a Mess! Records/Blood Onion Record)
- 2009 : Remixes - 2009 (Supply and Demand Music)
- 2010 : Bright Bright Bright (Supply and Demand Music)
- 2013 : What I Needed
- 2023 : Something Was There

## Membres

### Membres actuels
- Nona Marie Invie - chant, piano, accordéon (depuis 2006)
- Marshall LaCount - banjo, clarinette, chant (depuis 2006)
- Walt McClements - piano, accordéon, trompette, chœurs (depuis 2009)
- Mark Trecka - batterie en tournée (2009-2010), batterie (depuis 2010)
- Adam Wozniak - basse (depuis 2011)

### Anciens membres
- Todd Chandler - contrebasse, voix d'accompagnement (2006-2010)
- Jonathan Kaiser - violoncelle, guitare, chœurs (2006-2010)
- Brett Bullion - batterie, percussions (2009-2010)